# هرمان اشتاودینگر
هرمان اشتاودینگر (به آلمانی: Hermann Staudinger) شیمیدان آلمانی و برنده جایزه نوبل شیمی در سال ۱۹۵۳ است. جایزه نوبل در شیمی برای اکتشافاتش در زمینه شیمی ماکرومولکولی به او اعطا شد.
هرمان اشتاودینگر در سال ۱۸۸۱ در ورمز ، آلمان متولد شد. پس از دریافت دکترای خود از دانشگاه هال در سال ۱۹۰۳، وارد دانشگاه استراسبورگ شد.